# جورج بری
جورج بری (انگلیسی: George Bray; ۱۱ نوامبر ۱۹۱۸ – ۱۳ فوریهٔ ۲۰۰۲) بازیکن فوتبال اهل بریتانیا بود.
از باشگاه‌هایی که در آن بازی کرده‌است می‌توان به باشگاه فوتبال برنلی اشاره کرد.